# Carludovica palmata
Carludovica palmata Ruiz & Pav., 1794 è una pianta della famiglia Cyclanthaceae.

## Descrizione

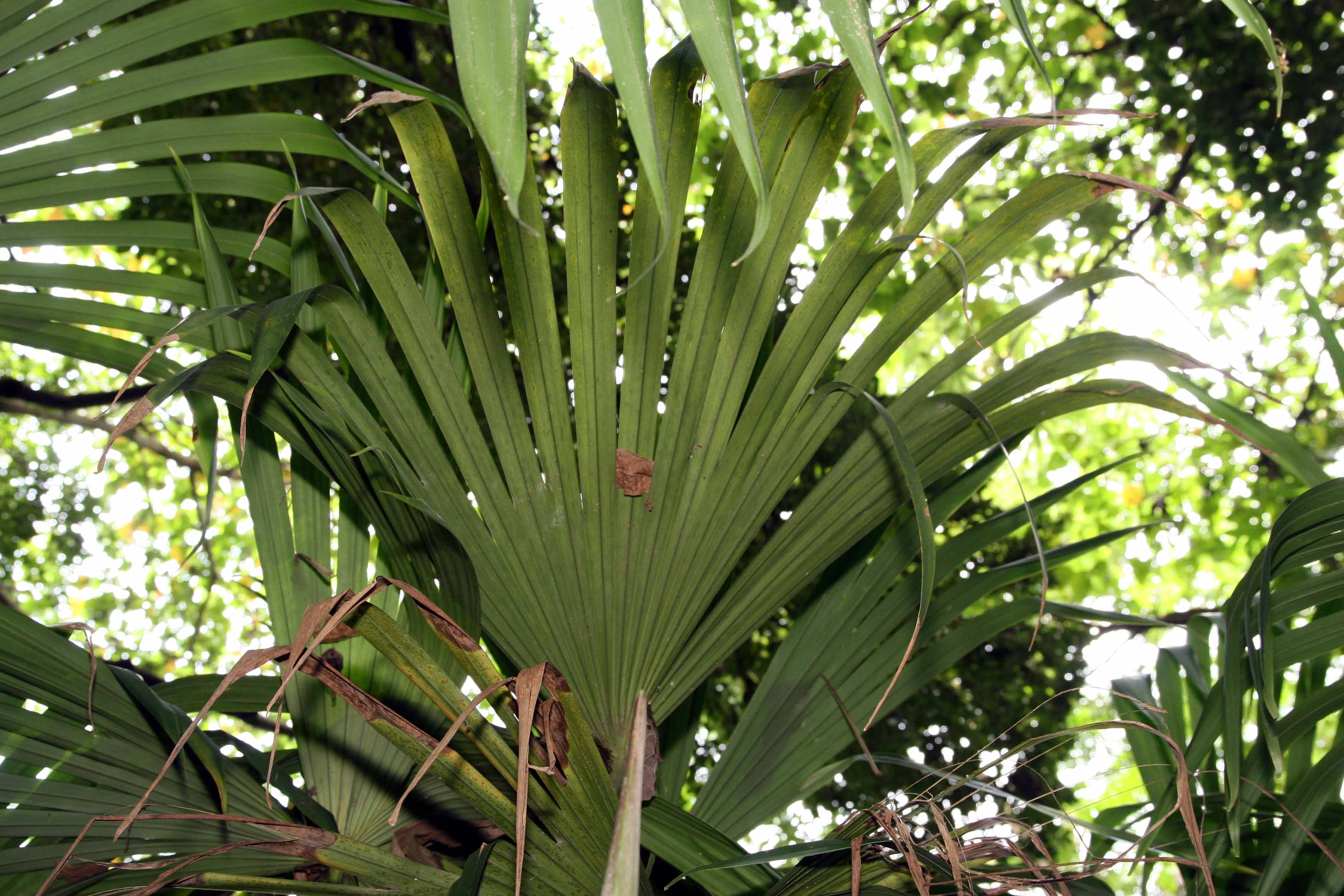
Foglie
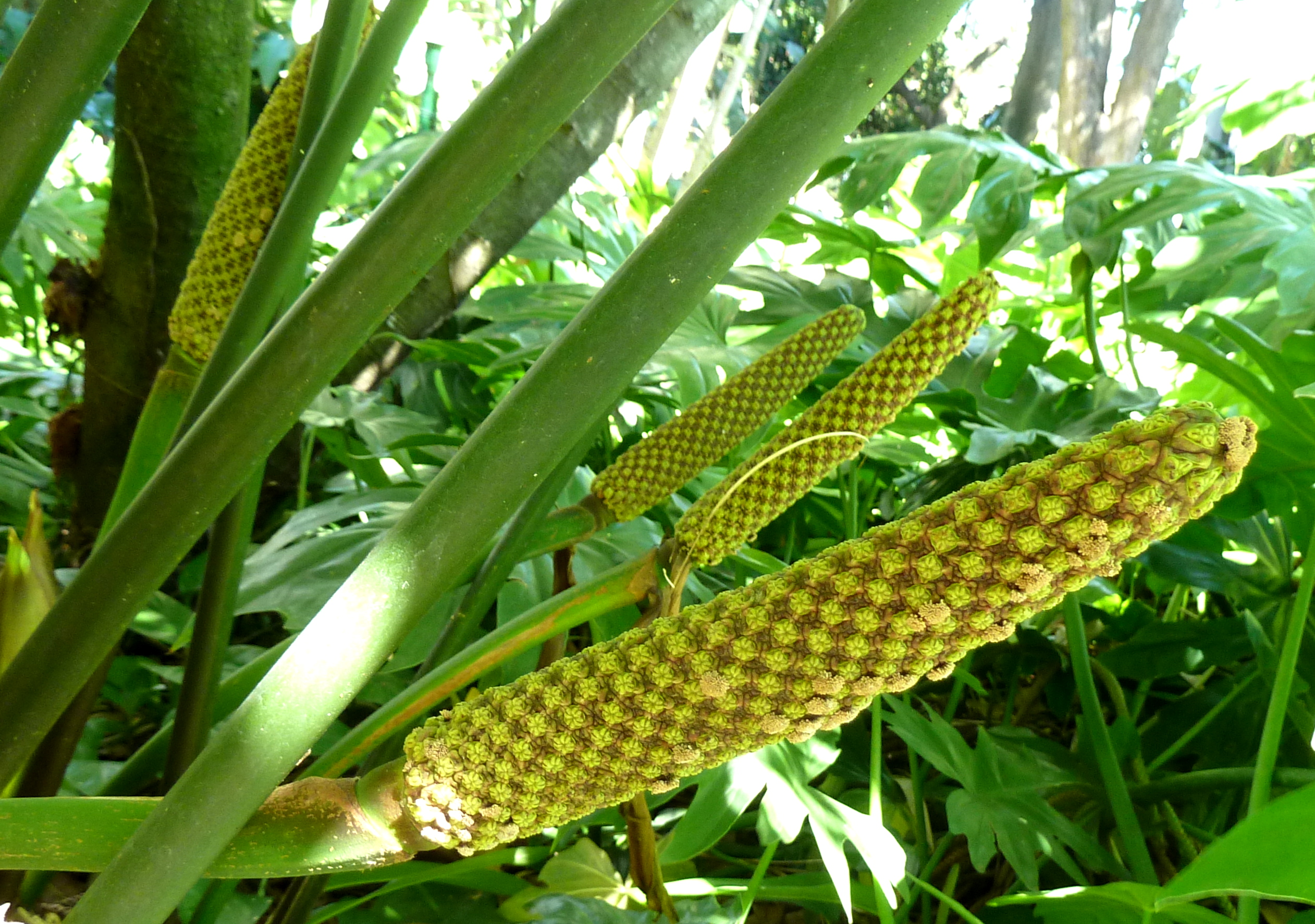
Spadice
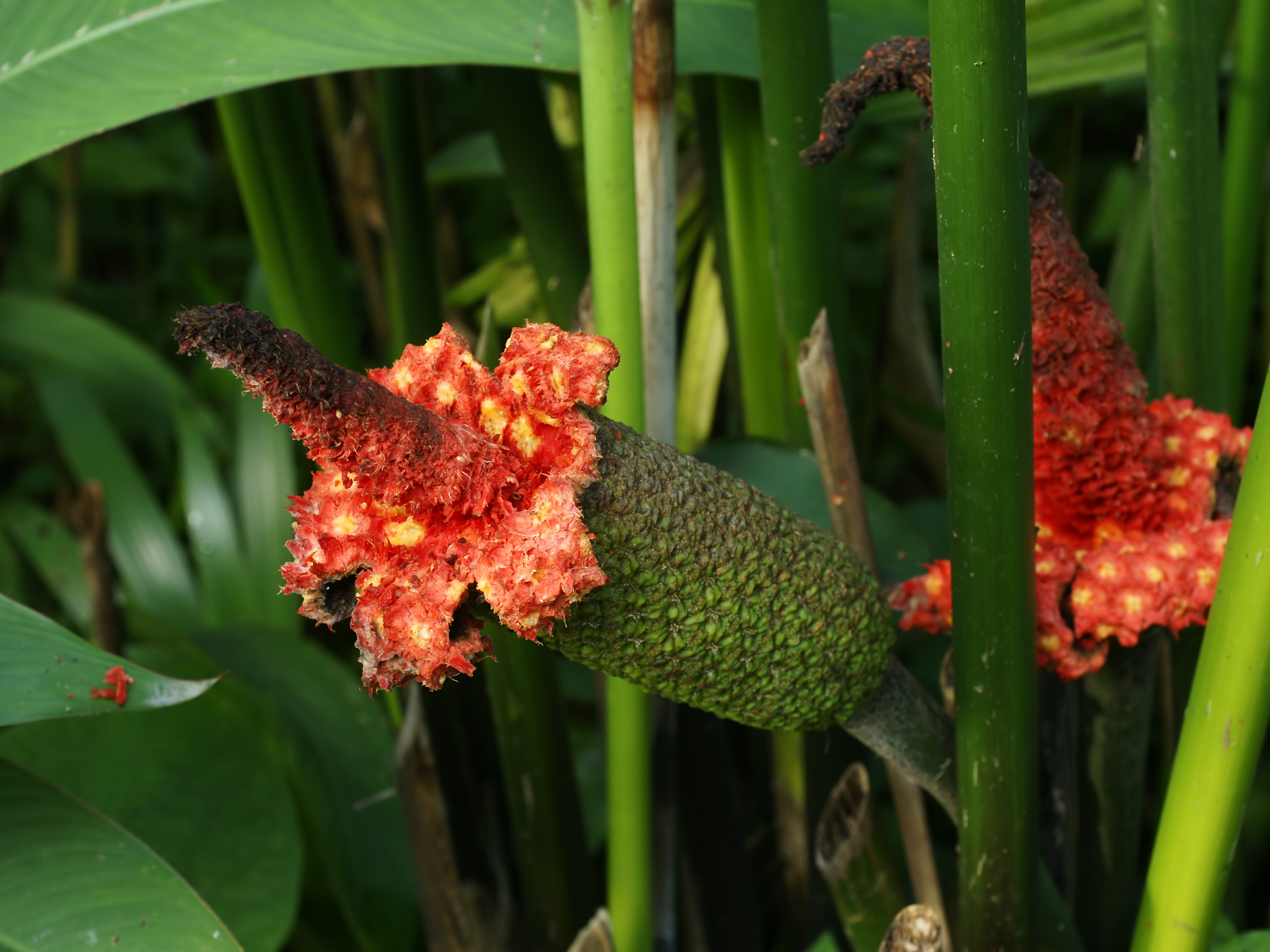
Frutto

## Distribuzione e habitat
La specie è diffusa nella fascia tropicale delle Americhe, dal Messico meridionale alla Bolivia; cresce fino a 1300 m di altitudine.

## Usi

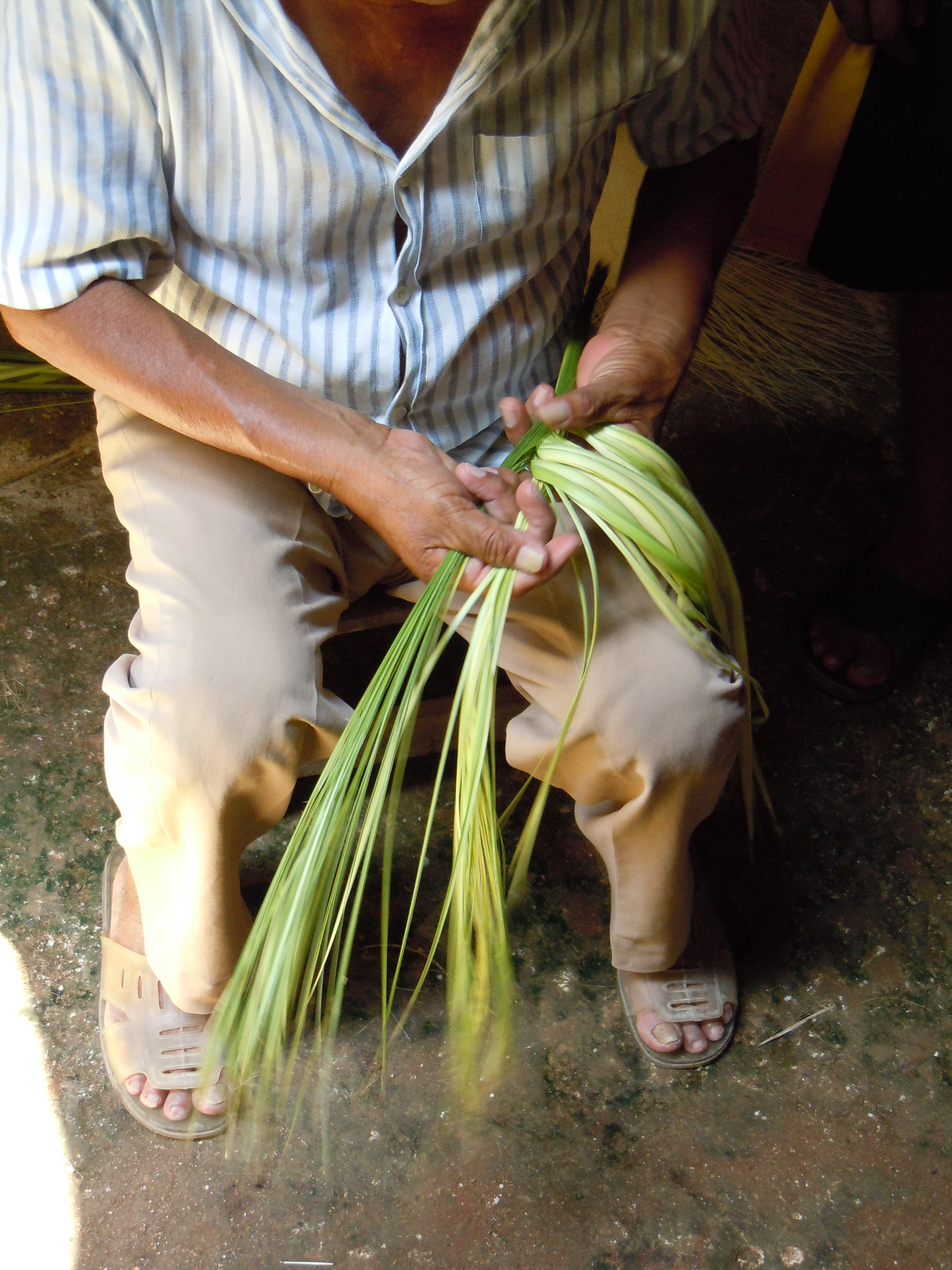
Lavorazione delle fibre

Carludovica palmata  è coltivata in Ecuador, Bolivia e Perù, dove viene utilizzata per le foglie, con le cui fibre vengono confezionati i cappelli di Panama.